# Temokapryl
Temokapryl – organiczny związek chemiczny, lek z grupy inhibitorów konwertazy angiotensyny, stosowany w terapii nadciśnienia tętniczego. Jest metabolizowany w organizmie do aktywnego związku – temokaprylatu.
Nie jest zarejestrowany w Polsce. Na świecie jest dostępny pod handlową nazwą Acecol.